# Uruguay en la Copa Mundial de Fútbol de 2010
La selección de Uruguay fue uno de los 32 equipos participantes de la Copa Mundial de Fútbol de 2010, que se realizó en Sudáfrica.
Llegó al mundial luego de haber obtenido el quinto lugar en las clasificatorias sudamericanas y posteriormente derrotar a Costa Rica en la repesca Concacaf-Conmebol, con un marcador global de 2:1.
Entre sus jugadores destacaron figuras como Diego Forlán, Luis Suárez, Diego Lugano y Diego Pérez, bajo la conducción técnica del entrenador Óscar Washington Tabárez.
Diego Forlán consiguió el Balón de Oro, premio a mejor jugador del torneo, y fue designado como uno de los dos delanteros del equipo del mundial. Además, su gol frente a Alemania en el partido por el tercer lugar fue elegido como el mejor gol del torneo. El gol de Luis Suárez frente a Corea del Sur quedó en la quinta ubicación.
Este certamen tuvo la característica de ser la primera competición en que el uniforme oficial del portero no fue de color gris o negro. Presentó una variada gama de colores desde el amarillo lima hasta el naranja y blanco.
(El partido de octavos de final ante Corea del Sur fue la última vez que un arquero de la selección de Uruguay vistió su histórico color gris en una competición mundialista).

## Clasificación
Luego de dos rondas todos contra todos entre las diez selecciones de Conmebol, Uruguay culminó en la quinta posición, tras una derrota ante Argentina 1-0 en Montevideo, y tras la victoria de Chile ante Ecuador (1-0), el equipo se clasificó para disputar una serie de repesca frente a la cuarta selección de la clasificación de Concacaf en noviembre de 2009.

### Tabla de posiciones
| Pos. | Selección | Pts | PJ | PG | PE | PP | GF | GC | Dif. |
| ---- | --------- | --- | -- | -- | -- | -- | -- | -- | ---- |
| 1.   | Brasil    | 34  | 18 | 9  | 7  | 2  | 33 | 11 | +22  |
| 2.   | Chile     | 33  | 18 | 10 | 3  | 5  | 32 | 22 | +10  |
| 3.   | Paraguay  | 33  | 18 | 10 | 3  | 5  | 24 | 16 | +8   |
| 4.   | Argentina | 28  | 18 | 8  | 4  | 6  | 23 | 20 | +3   |
| 5.   | Uruguay   | 24  | 18 | 6  | 6  | 6  | 28 | 20 | +8   |
| 6.   | Ecuador   | 23  | 18 | 6  | 5  | 7  | 22 | 26 | –4   |
| 7.   | Colombia  | 23  | 18 | 6  | 5  | 7  | 14 | 18 | –4   |
| 8.   | Venezuela | 22  | 18 | 6  | 4  | 8  | 23 | 29 | –6   |
| 9.   | Bolivia   | 15  | 18 | 4  | 3  | 11 | 22 | 36 | –14  |
| 10.  | Perú      | 13  | 18 | 3  | 4  | 11 | 11 | 34 | –23  |

### Partidos
| Fecha                    | Lugar        | Jornada |           | Resultado |           |
| ------------------------ | ------------ | ------- | --------- | --------- | --------- |
| 13 de octubre de 2007    | Montevideo   | 1       | Uruguay   | 5:0 (2:0) | Bolivia   |
| 17 de octubre de 2007    | Asunción     | 2       | Paraguay  | 1:0 (1:0) | Uruguay   |
| 18 de noviembre de 2007  | Montevideo   | 3       | Uruguay   | 2:2 (1:0) | Chile     |
| 21 de noviembre de 2007  | São Paulo    | 4       | Brasil    | 2:1 (1:1) | Uruguay   |
| 14 de junio de 2008      | Montevideo   | 5       | Uruguay   | 1:1 (1:0) | Venezuela |
| 17 de junio de 2008      | Montevideo   | 6       | Uruguay   | 6:0 (2:0) | Perú      |
| 6 de septiembre de 2008  | Bogotá       | 7       | Colombia  | 0:1 (0:1) | Uruguay   |
| 10 de septiembre de 2008 | Montevideo   | 8       | Uruguay   | 0:0       | Ecuador   |
| 11 de octubre de 2008    | Buenos Aires | 9       | Argentina | 2:1 (2:1) | Uruguay   |
| 14 de octubre de 2008    | La Paz       | 10      | Bolivia   | 2:2 (2:0) | Uruguay   |
| 28 de marzo de 2009      | Montevideo   | 11      | Uruguay   | 2:0 (1:0) | Paraguay  |
| 1 de abril de 2009       | Santiago     | 12      | Chile     | 0:0       | Uruguay   |
| 6 de junio de 2009       | Montevideo   | 13      | Uruguay   | 0:4 (0:2) | Brasil    |
| 10 de junio de 2009      | Puerto Ordaz | 14      | Venezuela | 2:2 (1:0) | Uruguay   |
| 5 de septiembre de 2009  | Lima         | 15      | Perú      | 1:0 (0:0) | Uruguay   |
| 9 de septiembre de 2009  | Montevideo   | 16      | Uruguay   | 3:1 (1:0) | Colombia  |
| 10 de octubre de 2009    | Quito        | 17      | Ecuador   | 1:2 (0:0) | Uruguay   |
| 14 de octubre de 2009    | Montevideo   | 18      | Uruguay   | 0:1 (0:0) | Argentina |

### Repesca frente a Costa Rica
La selección de Uruguay que finalizó en el quinto lugar jugó una eliminación directa contra Costa Rica, que ocupó el cuarto lugar de las clasificatorias de la Concacaf. El orden de los partidos -quién ejerció de local primero y de visitante segundo- se determinó por medio de un sorteo en el 59.º Congreso de la FIFA, llevado a cabo en Bahamas, el 2 de junio de 2009. Uruguay, quien resultó vencedor, obtuvo una plaza para la Copa del Mundo 2010.

#### Partido de ida
| 14 de noviembre de 2009 | Costa Rica | 0:1 (0:1) | Uruguay    | Estadio Ricardo Saprissa, San José                          |                                                             |
| 20:00 (UTC-6)           |            | Reporte   | Lugano 21' | Asistencia: 19 500 espectadores Árbitro(s): Alberto Undiano | Asistencia: 19 500 espectadores Árbitro(s): Alberto Undiano |

| Uniformes | Uniformes |
| --------- | --------- |
|           |           |

#### Partido de vuelta
| 18 de noviembre de 2009 | Uruguay   | 1:1 (0:0) | Costa Rica  | Estadio Centenario, Montevideo                              |                                                             |
| 21:00 (UTC-2)           | Abreu 70' | Reporte   | Centeno 74' | Asistencia: 55 000 espectadores Árbitro(s): Massimo Busacca | Asistencia: 55 000 espectadores Árbitro(s): Massimo Busacca |

| Uniformes | Uniformes |
| --------- | --------- |
|           |           |

## Preparación

### Partidos previos
La selección uruguaya disputó dos partidos amistosos, frente a Suiza en la Fecha FIFA del mes de marzo, y frente a Israel en mayo.
| Fecha                    | Lugar         | Competición |           |                      | Resultado |                     |          |
| ------------------------ | ------------- | ----------- | --------- | -------------------- | --------- | ------------------- | -------- |
| 12 de septiembre de 2007 | Johannesburgo | Amistoso    | Sudáfrica | Bandera de Sudáfrica | 0:0       | Bandera de Uruguay  | Uruguay  |
| 6 de febrero de 2008     | Montevideo    | Amistoso    | Uruguay   | Bandera de Uruguay   | 2:2 (0:1) | Bandera de Colombia | Colombia |
| 25 de mayo de 2008       | Bochum        | Amistoso    | Turquía   | Bandera de Turquía   | 2:3 (1:1) | Bandera de Uruguay  | Uruguay  |
| 28 de mayo de 2008       | Oslo          | Amistoso    | Noruega   | Bandera de Noruega   | 2:2 (0:1) | Bandera de Uruguay  | Uruguay  |
| 20 de agosto de 2008     | Sapporo       | Amistoso    | Japón     | Bandera de Japón     | 1:3 (0:0) | Bandera de Uruguay  | Uruguay  |
| 19 de noviembre de 2008  | Saint-Denis   | Amistoso    | Francia   | Bandera de Francia   | 0:0       | Bandera de Uruguay  | Uruguay  |
| 11 de febrero de 2009    | Trípoli       | Amistoso    | Libia     | Bandera de Libia     | 2:3 (1:1) | Bandera de Uruguay  | Uruguay  |
| 12 de agosto de 2009     | Argel         | Amistoso    | Argelia   | Bandera de Argelia   | 1:0 (0:0) | Bandera de Uruguay  | Uruguay  |
| 3 de marzo de 2010       | San Galo      | Amistoso    | Suiza     | Bandera de Suiza     | 1:3 (1:1) | Bandera de Uruguay  | Uruguay  |
| 26 de mayo de 2010       | Montevideo    | Amistoso    | Uruguay   | Bandera de Uruguay   | 4:1 (2:1) | Bandera de Israel   | Israel   |

#### Sudáfrica vs. Uruguay
| 12 de septiembre de 2007 | Sudáfrica | 0:0     | Uruguay | Estadio Ellis Park, Johannesburgo                             |                                                               |
| 16:00 (UTC+2)            |           | Reporte |         | Asistencia: 6 000 espectadores Árbitro(s): Jean Pierre Pwanya | Asistencia: 6 000 espectadores Árbitro(s): Jean Pierre Pwanya |

| Uniformes | Uniformes |
| --------- | --------- |
|           |           |

#### Uruguay vs. Colombia
| 6 de febrero de 2008                              | Uruguay                 | 2:2 (0:1) | Colombia       | Estadio Centenario, Montevideo                             |                                                            |
| 21:30 (UTC-2)                                     | Cavani 78' · Suárez 86' | Reporte   | Perea 24', 73' | Asistencia: 31 000 espectadores Árbitro(s): Líber Prudente | Asistencia: 31 000 espectadores Árbitro(s): Líber Prudente |
| Debut de Edinson Cavani en la selección uruguaya. |                         |           |                |                                                            |                                                            |

| Uniformes | Uniformes |
| --------- | --------- |
|           |           |

#### Turquía vs. Uruguay
| 25 de mayo de 2008 | Turquía              | 2:3 (1:1) | Uruguay                                       | RewirpowerStadion, Bochum                                 |                                                           |
| 20:30 (UTC+2)      | Turan 1' · Nihat 51' | Reporte   | Suárez 31' (pen.), 78' · Rodríguez 85' (pen.) | Asistencia: 13 786 espectadores Árbitro(s): Florian Meyer | Asistencia: 13 786 espectadores Árbitro(s): Florian Meyer |

| Uniformes | Uniformes |
| --------- | --------- |
|           |           |

#### Noruega vs. Uruguay
| 28 de mayo de 2008 | Noruega                     | 2:2 (0:1) | Uruguay                 | Ullevaal Stadion, Oslo                                       |                                                              |
| 20:05 (UTC+1)      | Elyounoussi 50' · Riise 85' | Reporte   | Suárez 44' · Eguren 69' | Asistencia: 12 246 espectadores Árbitro(s): Anthony Buttimer | Asistencia: 12 246 espectadores Árbitro(s): Anthony Buttimer |

| Uniformes | Uniformes |
| --------- | --------- |
|           |           |

#### Japón vs. Uruguay
| 20 de agosto de 2008 | Japón      | 1:3 (0:0) | Uruguay                                 | Domo de Sapporo, Sapporo                                  |                                                           |
| 19:13 (UTC+9)        | Eguren 47' | Reporte   | Eguren 54' · González 82' · Abreu 90+2' | Asistencia: 31 133 espectadores Árbitro(s): Marcin Borski | Asistencia: 31 133 espectadores Árbitro(s): Marcin Borski |

| Uniformes | Uniformes |
| --------- | --------- |
|           |           |

#### Francia vs. Uruguay
| 19 de noviembre de 2008 | Francia | 0:0     | Uruguay | Estadio de Francia, Saint-Denis                              |                                                              |
| 21:00 (UTC+1)           |         | Reporte |         | Asistencia: 79 666 espectadores Árbitro(s): Cyril Zimmermann | Asistencia: 79 666 espectadores Árbitro(s): Cyril Zimmermann |

| Uniformes | Uniformes |
| --------- | --------- |
|           |           |

#### Libia vs. Uruguay
| 11 de febrero de 2009 | Libia                       | 2:3 (1:1) | Uruguay                                 | Estadio Internacional, Trípoli                              |                                                             |
| 16:30 (UTC+1)         | Esnany 31' · Al-Fazzani 56' | Reporte   | Eguren 13' · Martínez 70' · Pereira 73' | Asistencia: 3 000 espectadores Árbitro(s): Naser Al-Ghafari | Asistencia: 3 000 espectadores Árbitro(s): Naser Al-Ghafari |

| Uniformes | Uniformes |
| --------- | --------- |
|           |           |

#### Argelia vs. Uruguay
| 12 de agosto de 2009 | Argelia      | 1:0 (0:0) | Uruguay | Estadio 5 de julio de 1962, Argel                      |                                                        |
| 20:30 (UTC+1)        | Djebbour 78' | Reporte   |         | Asistencia: 45 000 espectadores Árbitro(s): Riad Harzi | Asistencia: 45 000 espectadores Árbitro(s): Riad Harzi |

| Uniformes | Uniformes |
| --------- | --------- |
|           |           |

#### Suiza vs. Uruguay
| 3 de marzo de 2010 | Suiza            | 1:3 (1:1) | Uruguay                              | AFG Arena, San Galo                                        |                                                            |
| 20:15 (UTC+1)      | İnler 28' (pen.) | Reporte   | Forlán 34' · Suárez 49' · Cavani 87' | Asistencia: 12 500 espectadores Árbitro(s): Nicola Rizzoli | Asistencia: 12 500 espectadores Árbitro(s): Nicola Rizzoli |

| Uniformes | Uniformes |
| --------- | --------- |
|           |           |

#### Uruguay vs. Israel
| 26 de mayo de 2010 | Uruguay                                   | 4:1 (2:1) | Israel       | Estadio Centenario, Montevideo                                     |                                                                    |
| 20:45 (UTC-3)      | Forlán 15' · Pereira 36' · Abreu 75', 81' | Reporte   | Refaelov 30' | Asistencia: Sin datos sobre espectadores Árbitro(s): Enrique Osses | Asistencia: Sin datos sobre espectadores Árbitro(s): Enrique Osses |

| Uniformes | Uniformes |
| --------- | --------- |
|           |           |

## Uniforme

### Oficial

#### Manga corta
| Opción 1 | Opción 2 | Opción 3 | Opción 4 | Opción 5 | Opción 6 | Opción 7 | Opción 8 | Opción 9 |

#### Manga larga
| Opción 1 | Opción 2 | Opción 3 | Opción 4 | Opción 5 | Opción 6 | Opción 7 | Opción 8 | Opción 9 |

### Alternativo

#### Manga corta
| Opción 1 | Opción 2 | Opción 3 | Opción 4 | Opción 5 | Opción 6 | Opción 7 | Opción 8 | Opción 9 |

#### Manga larga
| Opción 1 | Opción 2 | Opción 3 | Opción 4 | Opción 5 | Opción 6 | Opción 7 | Opción 8 | Opción 9 |

### Tercero

#### Manga corta
| Opción 1 | Opción 2 | Opción 3 | Opción 4 | Opción 5 | Opción 6 | Opción 7 | Opción 8 | Opción 9 |

#### Manga larga
| Opción 1 | Opción 2 | Opción 3 | Opción 4 | Opción 5 | Opción 6 | Opción 7 | Opción 8 | Opción 9 |

## Plantel

### Lista final
| #     | Nombre                   | Posición      | Edad | PJ Sel. | Club                 |
| ----- | ------------------------ | ------------- | ---- | ------- | -------------------- |
| 1     | Fernando Muslera         | Portero       | 23   | 6       | Lazio                |
| 2     | Diego Lugano             | Defensa       | 29   | 42      | Fenerbahçe           |
| 3     | Diego Godín              | Defensa       | 24   | 38      | Villarreal           |
| 4     | Jorge Fucile             | Defensa       | 25   | 24      | FC Porto             |
| 5     | Walter Gargano           | Mediocampista | 25   | 28      | Napoli               |
| 6     | Mauricio Victorino       | Defensa       | 27   | 4       | Universidad de Chile |
| 7     | Edinson Cavani           | Delantero     | 23   | 14      | Palermo              |
| 8     | Sebastián Eguren         | Mediocampista | 29   | 27      | AIK                  |
| 9     | Luis Suárez              | Delantero     | 23   | 30      | Ajax Ámsterdam       |
| 10    | Diego Forlán             | Delantero     | 31   | 62      | Atlético de Madrid   |
| 11    | Álvaro Pereira           | Mediocampista | 25   | 15      | Porto                |
| 12    | Juan Castillo            | Portero       | 32   | 11      | Deportivo Cali       |
| 13    | Sebastián Abreu          | Delantero     | 33   | 56      | Botafogo             |
| 14    | Nicolás Lodeiro          | Mediocampista | 21   | 4       | Ajax Ámsterdam       |
| 15    | Diego Pérez              | Mediocampista | 30   | 50      | Mónaco               |
| 16    | Maximiliano Pereira      | Defensa       | 26   | 37      | Benfica              |
| 17    | Egidio Arévalo Ríos      | Mediocampista | 28   | 6       | Peñarol              |
| 18    | Ignacio González         | Mediocampista | 28   | 17      | Valencia             |
| 19    | Andrés Scotti            | Defensa       | 34   | 26      | Colo-Colo            |
| 20    | Álvaro Fernández         | Mediocampista | 24   | 7       | Universidad de Chile |
| 21    | Sebastián Fernández      | Delantero     | 25   | 6       | Banfield             |
| 22    | Martín Cáceres           | Defensa       | 23   | 19      | Barcelona            |
| 23    | Martín Silva             | Portero       | 27   | 1       | Defensor Sporting    |
| D. T. | Óscar Washington Tabárez |               | 63   |         |                      |

#### Jugadores por liga
| Liga                         | Jugadores aportados |
| ---------------------------- | ------------------- |
| Liga BBVA                    | 4                   |
| Campeonato Nacional de Chile | 3                   |
| Primeira Liga                | 3                   |
| Serie A                      | 3                   |
| Campeonato Uruguayo          | 2                   |
| Eredivisie                   | 2                   |
| Allsvenskan                  | 1                   |
| Brasileirão                  | 1                   |
| Liga Postobón                | 1                   |
| Ligue 1                      | 1                   |
| Primera División             | 1                   |
| Superliga de Turquía         | 1                   |

#### Jugadores por departamento
| Departamento | Jugadores aportados |
| ------------ | ------------------- |
| Montevideo   | 12                  |
| Paysandú     | 3                   |
| Colonia      | 2                   |
| Salto        | 2                   |
| Canelones    | 1                   |
| Durazno      | 1                   |
| Lavalleja    | 1                   |
| Extranjero   | 1                   |

## Participación
- Los horarios son correspondientes a la hora local sudafricana (UTC+2).

### Partidos
| Fecha       | Lugar            | Instancia        |           |                      | Resultado               |                             |               |
| ----------- | ---------------- | ---------------- | --------- | -------------------- | ----------------------- | --------------------------- | ------------- |
| 11 de junio | Ciudad del Cabo  | Fase de grupos   | Uruguay   | Bandera de Uruguay   | 0:0                     | Bandera de Francia          | Francia       |
| 16 de junio | Pretoria         | Fase de grupos   | Sudáfrica | Bandera de Sudáfrica | 0:3 (0:1)               | Bandera de Uruguay          | Uruguay       |
| 22 de junio | Rustemburgo      | Fase de grupos   | México    | Bandera de México    | 0:1 (0:1)               | Bandera de Uruguay          | Uruguay       |
| 26 de junio | Puerto Elizabeth | Octavos de final | Uruguay   | Bandera de Uruguay   | 2:1 (1:0)               | Bandera de Corea del Sur    | Corea del Sur |
| 2 de julio  | Johannesburgo    | Cuartos de final | Uruguay   | Bandera de Uruguay   | 1:1 (1:1, 0:1) (4:2 p.) | Bandera de Ghana            | Ghana         |
| 6 de julio  | Ciudad del Cabo  | Semifinal        | Uruguay   | Bandera de Uruguay   | 2:3 (1:1)               | Bandera de los Países Bajos | Países Bajos  |
| 10 de julio | Puerto Elizabeth | Tercer puesto    | Uruguay   | Bandera de Uruguay   | 2:3 (1:1)               | Bandera de Alemania         | Alemania      |

### Fase de grupos - Grupo A
| Selección | Pts | PJ | PG | PE | PP | GF | GC | Dif |
| --------- | --- | -- | -- | -- | -- | -- | -- | --- |
| Uruguay   | 7   | 3  | 2  | 1  | 0  | 4  | 0  | 4   |
| México    | 4   | 3  | 1  | 1  | 1  | 3  | 2  | 1   |
| Sudáfrica | 4   | 3  | 1  | 1  | 1  | 3  | 5  | −2  |
| Francia   | 1   | 3  | 0  | 1  | 2  | 1  | 4  | −3  |

|  | Clasificados a los octavos de final. |

#### Uruguay vs. Francia
| 11 de junio, 20:30 | Uruguay | 0:0     | Francia | Estadio de Ciudad del Cabo, Ciudad del Cabo                  |                                                              |
|                    |         | Reporte |         | Asistencia: 64 100 espectadores Árbitro(s): Yūichi Nishimura | Asistencia: 64 100 espectadores Árbitro(s): Yūichi Nishimura |

| 1          | Guardameta     | Fernando Muslera         |     |
| 2          | Defensa        | Diego Lugano             |     |
| 3          | Defensa        | Diego Godín              |     |
| 6          | Defensa        | Mauricio Victorino       |     |
| 11         | Defensa        | Álvaro Pereira           |     |
| 15         | Centrocampista | Diego Pérez              | 87' |
| 16         | Centrocampista | Maximiliano Pereira      |     |
| 17         | Centrocampista | Egidio Arévalo Ríos      |     |
| 18         | Centrocampista | Ignacio González         | 63' |
| 9          | Delantero      | Luis Suárez              | 74' |
| 10         | Delantero      | Diego Forlán             |     |
| Entrenador | Entrenador     | Óscar Washington Tabárez |     |

| 1          | Guardameta     | Hugo Lloris      |     |
| 2          | Defensa        | Bacary Sagna     |     |
| 3          | Defensa        | Éric Abidal      |     |
| 5          | Defensa        | William Gallas   |     |
| 13         | Defensa        | Patrice Evra     |     |
| 8          | Centrocampista | Yoann Gourcuff   | 75' |
| 14         | Centrocampista | Jérémy Toulalan  |     |
| 19         | Centrocampista | Abou Diaby       |     |
| 7          | Delantero      | Franck Ribéry    |     |
| 10         | Delantero      | Sidney Govou     | 85' |
| 21         | Delantero      | Nicolas Anelka   | 72' |
| Entrenador | Entrenador     | Raymond Domenech |     |

| 14 | Centrocampista | Nicolás Lodeiro  | 63' |
| 13 | Delantero      | Sebastián Abreu  | 74' |
| 8  | Centrocampista | Sebastián Eguren | 87' |

| 12 | Delantero      | Thierry Henry       | 72' |
| 15 | Centrocampista | Florent Malouda     | 75' |
| 11 | Delantero      | André-Pierre Gignac | 85' |

| Amonestado           | 59'   | Mauricio Victorino |
| Amonestado           | 70'   | Nicolás Lodeiro    |
| Otorgado · Expulsado | 81'   | Nicolás Lodeiro    |
| Amonestado           | 90+3' | Diego Lugano       |

| Amonestado | 12' | Patrice Evra    |
| Amonestado | 19' | Franck Ribéry   |
| Amonestado | 68' | Jérémy Toulalan |

| Árbitro             | Yūichi Nishimura |
| Árbitros asistentes | Toru Sagara      |
| Árbitros asistentes | Jeong Hae-sang   |
| Cuarto árbitro      | Joel Aguilar     |
| Quinto árbitro      | William Torres   |

| 1          | Guardameta     | Fernando Muslera         |     |
| 2          | Defensa        | Diego Lugano             |     |
| 3          | Defensa        | Diego Godín              |     |
| 6          | Defensa        | Mauricio Victorino       |     |
| 11         | Defensa        | Álvaro Pereira           |     |
| 15         | Centrocampista | Diego Pérez              | 87' |
| 16         | Centrocampista | Maximiliano Pereira      |     |
| 17         | Centrocampista | Egidio Arévalo Ríos      |     |
| 18         | Centrocampista | Ignacio González         | 63' |
| 9          | Delantero      | Luis Suárez              | 74' |
| 10         | Delantero      | Diego Forlán             |     |
| Entrenador | Entrenador     | Óscar Washington Tabárez |     |

| 1          | Guardameta     | Hugo Lloris      |     |
| 2          | Defensa        | Bacary Sagna     |     |
| 3          | Defensa        | Éric Abidal      |     |
| 5          | Defensa        | William Gallas   |     |
| 13         | Defensa        | Patrice Evra     |     |
| 8          | Centrocampista | Yoann Gourcuff   | 75' |
| 14         | Centrocampista | Jérémy Toulalan  |     |
| 19         | Centrocampista | Abou Diaby       |     |
| 7          | Delantero      | Franck Ribéry    |     |
| 10         | Delantero      | Sidney Govou     | 85' |
| 21         | Delantero      | Nicolas Anelka   | 72' |
| Entrenador | Entrenador     | Raymond Domenech |     |

| 14 | Centrocampista | Nicolás Lodeiro  | 63' |
| 13 | Delantero      | Sebastián Abreu  | 74' |
| 8  | Centrocampista | Sebastián Eguren | 87' |

| 12 | Delantero      | Thierry Henry       | 72' |
| 15 | Centrocampista | Florent Malouda     | 75' |
| 11 | Delantero      | André-Pierre Gignac | 85' |

| Amonestado           | 59'   | Mauricio Victorino |
| Amonestado           | 70'   | Nicolás Lodeiro    |
| Otorgado · Expulsado | 81'   | Nicolás Lodeiro    |
| Amonestado           | 90+3' | Diego Lugano       |

| Amonestado | 12' | Patrice Evra    |
| Amonestado | 19' | Franck Ribéry   |
| Amonestado | 68' | Jérémy Toulalan |

| Árbitro             | Yūichi Nishimura |
| Árbitros asistentes | Toru Sagara      |
| Árbitros asistentes | Jeong Hae-sang   |
| Cuarto árbitro      | Joel Aguilar     |
| Quinto árbitro      | William Torres   |

| Estadísticas      | Bandera de Uruguay | Bandera de Francia |
| Tiros             | 7                  | 18                 |
| Tiros a puerta    | 3                  | 3                  |
| Faltas            | 13                 | 20                 |
| Saques de esquina | 0                  | 4                  |
| Penaltis          | 0                  | 0                  |
| Fueras de juego   | 5                  | 4                  |
| Posesión de balón | 47%                | 53%                |

#### Sudáfrica vs. Uruguay
| 16 de junio, 20:30 | Sudáfrica | 0:3 (0:1) | Uruguay                                | Estadio Loftus Versfeld, Pretoria                           |                                                             |
|                    |           | Reporte   | Forlán 24', 80' (pen.) · Pereira 90+5' | Asistencia: 42 658 espectadores Árbitro(s): Massimo Busacca | Asistencia: 42 658 espectadores Árbitro(s): Massimo Busacca |

| 16         | Guardameta     | Itumeleng Khune         |     |
| 2          | Defensa        | Siboniso Gaxa           |     |
| 3          | Defensa        | Tsepo Masilela          |     |
| 4          | Defensa        | Aaron Mokoena           |     |
| 20         | Defensa        | Bongani Khumalo         |     |
| 8          | Centrocampista | Siphiwe Tshabalala      |     |
| 10         | Centrocampista | Steven Pienaar          | 79' |
| 11         | Centrocampista | Teko Modise             |     |
| 12         | Centrocampista | Reneilwe Letsholonyane  | 57' |
| 13         | Centrocampista | Kagisho Dikgacoi        |     |
| 9          | Delantero      | Katlego Mphela          |     |
| Entrenador | Entrenador     | Carlos Alberto Parreira |     |

| 1          | Guardameta     | Fernando Muslera         |     |
| 2          | Defensa        | Diego Lugano             |     |
| 3          | Defensa        | Diego Godín              |     |
| 4          | Defensa        | Jorge Fucile             | 71' |
| 16         | Defensa        | Maximiliano Pereira      |     |
| 11         | Centrocampista | Álvaro Pereira           |     |
| 15         | Centrocampista | Diego Pérez              | 90' |
| 17         | Centrocampista | Egidio Arévalo Ríos      |     |
| 7          | Delantero      | Edinson Cavani           | 89' |
| 9          | Delantero      | Luis Suárez              |     |
| 10         | Delantero      | Diego Forlán             |     |
| Entrenador | Entrenador     | Óscar Washington Tabárez |     |

| 19 | Centrocampista | Surprise Moriri | 57' |
| 1  | Guardameta     | Moneeb Josephs  | 79' |

| 20 | Centrocampista | Álvaro Fernández    | 71' |
| 21 | Delantero      | Sebastián Fernández | 89' |
| 5  | Centrocampista | Walter Gargano      | 90' |

| Anotado         | 24'   | Diego Forlán   | 0:1 |
| Anotado · Penal | 80'   | Diego Forlán   | 0:2 |
| Anotado         | 90+5' | Álvaro Pereira | 0:3 |

| Amonestado | 6'  | Steven Pienaar   |
| Amonestado | 42' | Kagisho Dikgacoi |
| Expulsado  | 76' | Itumeleng Khune  |

| Árbitro             | Massimo Busacca    |
| Árbitros asistentes | Matthias Arnet     |
| Árbitros asistentes | Francesco Buragina |
| Cuarto árbitro      | Wolfgang Stark     |
| Quinto árbitro      | Jan-Hendrik Salver |

| 16         | Guardameta     | Itumeleng Khune         |     |
| 2          | Defensa        | Siboniso Gaxa           |     |
| 3          | Defensa        | Tsepo Masilela          |     |
| 4          | Defensa        | Aaron Mokoena           |     |
| 20         | Defensa        | Bongani Khumalo         |     |
| 8          | Centrocampista | Siphiwe Tshabalala      |     |
| 10         | Centrocampista | Steven Pienaar          | 79' |
| 11         | Centrocampista | Teko Modise             |     |
| 12         | Centrocampista | Reneilwe Letsholonyane  | 57' |
| 13         | Centrocampista | Kagisho Dikgacoi        |     |
| 9          | Delantero      | Katlego Mphela          |     |
| Entrenador | Entrenador     | Carlos Alberto Parreira |     |

| 1          | Guardameta     | Fernando Muslera         |     |
| 2          | Defensa        | Diego Lugano             |     |
| 3          | Defensa        | Diego Godín              |     |
| 4          | Defensa        | Jorge Fucile             | 71' |
| 16         | Defensa        | Maximiliano Pereira      |     |
| 11         | Centrocampista | Álvaro Pereira           |     |
| 15         | Centrocampista | Diego Pérez              | 90' |
| 17         | Centrocampista | Egidio Arévalo Ríos      |     |
| 7          | Delantero      | Edinson Cavani           | 89' |
| 9          | Delantero      | Luis Suárez              |     |
| 10         | Delantero      | Diego Forlán             |     |
| Entrenador | Entrenador     | Óscar Washington Tabárez |     |

| 19 | Centrocampista | Surprise Moriri | 57' |
| 1  | Guardameta     | Moneeb Josephs  | 79' |

| 20 | Centrocampista | Álvaro Fernández    | 71' |
| 21 | Delantero      | Sebastián Fernández | 89' |
| 5  | Centrocampista | Walter Gargano      | 90' |

| Anotado         | 24'   | Diego Forlán   | 0:1 |
| Anotado · Penal | 80'   | Diego Forlán   | 0:2 |
| Anotado         | 90+5' | Álvaro Pereira | 0:3 |

| Amonestado | 6'  | Steven Pienaar   |
| Amonestado | 42' | Kagisho Dikgacoi |
| Expulsado  | 76' | Itumeleng Khune  |

| Árbitro             | Massimo Busacca    |
| Árbitros asistentes | Matthias Arnet     |
| Árbitros asistentes | Francesco Buragina |
| Cuarto árbitro      | Wolfgang Stark     |
| Quinto árbitro      | Jan-Hendrik Salver |

| \| Estadísticas \| \| \| \| Tiros \| 10 \| 19 \| \| Tiros a puerta \| 3 \| 6 \| \| Faltas \| 14 \| 10 \| \| Saques de esquina \| 3 \| 4 \| \| Penaltis \| 0 \| 1 (1) \| \| Fueras de juego \| 3 \| 2 \| \| Posesión de balón \| 51% \| 49% \| |                      |                    |
| Estadísticas | Bandera de Sudáfrica | Bandera de Uruguay |
| Tiros | 10                   | 19                 |
| Tiros a puerta | 3                    | 6                  |
| Faltas | 14                   | 10                 |
| Saques de esquina | 3                    | 4                  |
| Penaltis | 0                    | 1 (1)              |
| Fueras de juego | 3                    | 2                  |
| Posesión de balón | 51%                  | 49%                |

#### México vs. Uruguay
| 22 de junio, 16:00 | México | 0:1 (0:1) | Uruguay    | Estadio Royal Bafokeng, Rustemburgo                       |                                                           |
|                    |        | Reporte   | Suárez 43' | Asistencia: 33 425 espectadores Árbitro(s): Viktor Kassai | Asistencia: 33 425 espectadores Árbitro(s): Viktor Kassai |

| 1          | Guardameta     | Oscar Pérez         |     |
| 2          | Defensa        | Francisco Rodríguez |     |
| 3          | Defensa        | Carlos Salcido      |     |
| 4          | Defensa        | Rafael Márquez      |     |
| 5          | Defensa        | Ricardo Osorio      |     |
| 15         | Defensa        | Héctor Moreno       | 57' |
| 6          | Centrocampista | Gerardo Torrado     |     |
| 18         | Centrocampista | Andrés Guardado     | 46' |
| 9          | Delantero      | Guillermo Franco    |     |
| 10         | Delantero      | Cuauhtémoc Blanco   | 63' |
| 17         | Delantero      | Giovani dos Santos  |     |
| Entrenador | Entrenador     | Javier Aguirre      |     |

| 1          | Guardameta     | Fernando Muslera         |     |
| 2          | Defensa        | Diego Lugano             |     |
| 4          | Defensa        | Jorge Fucile             |     |
| 6          | Defensa        | Mauricio Victorino       |     |
| 16         | Defensa        | Maximiliano Pereira      |     |
| 11         | Centrocampista | Álvaro Pereira           | 77' |
| 15         | Centrocampista | Diego Pérez              |     |
| 17         | Centrocampista | Egidio Arévalo Ríos      |     |
| 7          | Delantero      | Edinson Cavani           |     |
| 9          | Delantero      | Luis Suárez              | 85' |
| 10         | Delantero      | Diego Forlán             |     |
| Entrenador | Entrenador     | Óscar Washington Tabárez |     |

| 7  | Centrocampista | Pablo Barrera    | 46' |
| 8  | Centrocampista | Israel Castro    | 57' |
| 14 | Delantero      | Javier Hernández | 63' |

| 19 | Defensa        | Andrés Scotti    | 77' |
| 20 | Centrocampista | Álvaro Fernández | 85' |

| Anotado | 43' | Luis Suárez | 0:1 |

| Amonestado | 77' | Javier Hernández |
| Amonestado | 86' | Israel Castro    |

| Amonestado | 68' | Jorge Fucile |

| Árbitro             | Viktor Kassai   |
| Árbitros asistentes | Gábor Erős      |
| Árbitros asistentes | Tibor Vámos     |
| Cuarto árbitro      | Martin Hansson  |
| Quinto árbitro      | Stefan Wittberg |

| 1          | Guardameta     | Oscar Pérez         |     |
| 2          | Defensa        | Francisco Rodríguez |     |
| 3          | Defensa        | Carlos Salcido      |     |
| 4          | Defensa        | Rafael Márquez      |     |
| 5          | Defensa        | Ricardo Osorio      |     |
| 15         | Defensa        | Héctor Moreno       | 57' |
| 6          | Centrocampista | Gerardo Torrado     |     |
| 18         | Centrocampista | Andrés Guardado     | 46' |
| 9          | Delantero      | Guillermo Franco    |     |
| 10         | Delantero      | Cuauhtémoc Blanco   | 63' |
| 17         | Delantero      | Giovani dos Santos  |     |
| Entrenador | Entrenador     | Javier Aguirre      |     |

| 1          | Guardameta     | Fernando Muslera         |     |
| 2          | Defensa        | Diego Lugano             |     |
| 4          | Defensa        | Jorge Fucile             |     |
| 6          | Defensa        | Mauricio Victorino       |     |
| 16         | Defensa        | Maximiliano Pereira      |     |
| 11         | Centrocampista | Álvaro Pereira           | 77' |
| 15         | Centrocampista | Diego Pérez              |     |
| 17         | Centrocampista | Egidio Arévalo Ríos      |     |
| 7          | Delantero      | Edinson Cavani           |     |
| 9          | Delantero      | Luis Suárez              | 85' |
| 10         | Delantero      | Diego Forlán             |     |
| Entrenador | Entrenador     | Óscar Washington Tabárez |     |

| 7  | Centrocampista | Pablo Barrera    | 46' |
| 8  | Centrocampista | Israel Castro    | 57' |
| 14 | Delantero      | Javier Hernández | 63' |

| 19 | Defensa        | Andrés Scotti    | 77' |
| 20 | Centrocampista | Álvaro Fernández | 85' |

| Anotado | 43' | Luis Suárez | 0:1 |

| Amonestado | 77' | Javier Hernández |
| Amonestado | 86' | Israel Castro    |

| Amonestado | 68' | Jorge Fucile |

| Árbitro             | Viktor Kassai   |
| Árbitros asistentes | Gábor Erős      |
| Árbitros asistentes | Tibor Vámos     |
| Cuarto árbitro      | Martin Hansson  |
| Quinto árbitro      | Stefan Wittberg |

| \| Estadísticas \| \| \| \| Tiros \| 11 \| 15 \| \| Tiros a puerta \| 2 \| 5 \| \| Faltas \| 20 \| 13 \| \| Saques de esquina \| 6 \| 7 \| \| Penaltis \| 0 \| 0 \| \| Fueras de juego \| 2 \| 0 \| \| Posesión de balón \| 59% \| 41% \| |                   |                    |
| Estadísticas | Bandera de México | Bandera de Uruguay |
| Tiros | 11                | 15                 |
| Tiros a puerta | 2                 | 5                  |
| Faltas | 20                | 13                 |
| Saques de esquina | 6                 | 7                  |
| Penaltis | 0                 | 0                  |
| Fueras de juego | 2                 | 0                  |
| Posesión de balón | 59%               | 41%                |

### Octavos de final

#### Uruguay vs. Corea del Sur
| 26 de junio, 16:00 | Uruguay        | 2:1 (1:0) | Corea del Sur      | Estadio Nelson Mandela Bay, Puerto Elizabeth               |                                                            |
|                    | Suárez 8', 80' | Reporte   | Lee Chung-yong 68' | Asistencia: 30 597 espectadores Árbitro(s): Wolfgang Stark | Asistencia: 30 597 espectadores Árbitro(s): Wolfgang Stark |

| 1          | Guardameta     | Fernando Muslera         |     |
| 2          | Defensa        | Diego Lugano             |     |
| 3          | Defensa        | Diego Godín              | 46' |
| 4          | Defensa        | Jorge Fucile             |     |
| 16         | Defensa        | Maximiliano Pereira      |     |
| 11         | Centrocampista | Álvaro Pereira           | 74' |
| 15         | Centrocampista | Diego Pérez              |     |
| 17         | Centrocampista | Egidio Arévalo Ríos      |     |
| 7          | Delantero      | Edinson Cavani           |     |
| 9          | Delantero      | Luis Suárez              | 84' |
| 10         | Delantero      | Diego Forlán             |     |
| Entrenador | Entrenador     | Óscar Washington Tabárez |     |

| 18         | Guardameta     | Jung Sung-ryong |     |
| 4          | Defensa        | Cho Yong-hyung  |     |
| 12         | Defensa        | Lee Young-pyo   |     |
| 14         | Defensa        | Lee Jung-soo    |     |
| 22         | Defensa        | Cha Du-ri       |     |
| 7          | Centrocampista | Park Ji-sung    |     |
| 8          | Centrocampista | Kim Jung-woo    |     |
| 13         | Centrocampista | Kim Jae-sung    | 61' |
| 16         | Centrocampista | Ki Sung-yueng   | 85' |
| 17         | Centrocampista | Lee Chung-yong  |     |
| 10         | Delantero      | Park Chu-young  |     |
| Entrenador | Entrenador     | Huh Jung-moo    |     |

| 6  | Defensa        | Mauricio Victorino | 46' |
| 14 | Centrocampista | Nicolás Lodeiro    | 74' |
| 20 | Centrocampista | Álvaro Fernández   | 84' |

| 20 | Delantero | Lee Dong-gook | 61' |
| 19 | Delantero | Yeom Ki-hun   | 85' |

| Anotado | 8'  | Luis Suárez | 1:0 |
| Anotado | 80' | Luis Suárez | 2:1 |

| Anotado | 68' | Lee Chung-yong | 1:1 |

| Amonestado | 38' | Kim Jung-woo   |
| Amonestado | 69' | Cha Du-ri      |
| Amonestado | 83' | Cho Yong-hyung |

| Árbitro             | Wolfgang Stark     |
| Árbitros asistentes | Jan-Hendrik Salver |
| Árbitros asistentes | Mike Pickel        |
| Cuarto árbitro      | Joel Aguilar       |
| Quinto árbitro      | Juan Zumba         |

| 1          | Guardameta     | Fernando Muslera         |     |
| 2          | Defensa        | Diego Lugano             |     |
| 3          | Defensa        | Diego Godín              | 46' |
| 4          | Defensa        | Jorge Fucile             |     |
| 16         | Defensa        | Maximiliano Pereira      |     |
| 11         | Centrocampista | Álvaro Pereira           | 74' |
| 15         | Centrocampista | Diego Pérez              |     |
| 17         | Centrocampista | Egidio Arévalo Ríos      |     |
| 7          | Delantero      | Edinson Cavani           |     |
| 9          | Delantero      | Luis Suárez              | 84' |
| 10         | Delantero      | Diego Forlán             |     |
| Entrenador | Entrenador     | Óscar Washington Tabárez |     |

| 18         | Guardameta     | Jung Sung-ryong |     |
| 4          | Defensa        | Cho Yong-hyung  |     |
| 12         | Defensa        | Lee Young-pyo   |     |
| 14         | Defensa        | Lee Jung-soo    |     |
| 22         | Defensa        | Cha Du-ri       |     |
| 7          | Centrocampista | Park Ji-sung    |     |
| 8          | Centrocampista | Kim Jung-woo    |     |
| 13         | Centrocampista | Kim Jae-sung    | 61' |
| 16         | Centrocampista | Ki Sung-yueng   | 85' |
| 17         | Centrocampista | Lee Chung-yong  |     |
| 10         | Delantero      | Park Chu-young  |     |
| Entrenador | Entrenador     | Huh Jung-moo    |     |

| 6  | Defensa        | Mauricio Victorino | 46' |
| 14 | Centrocampista | Nicolás Lodeiro    | 74' |
| 20 | Centrocampista | Álvaro Fernández   | 84' |

| 20 | Delantero | Lee Dong-gook | 61' |
| 19 | Delantero | Yeom Ki-hun   | 85' |

| Anotado | 8'  | Luis Suárez | 1:0 |
| Anotado | 80' | Luis Suárez | 2:1 |

| Anotado | 68' | Lee Chung-yong | 1:1 |

| Amonestado | 38' | Kim Jung-woo   |
| Amonestado | 69' | Cha Du-ri      |
| Amonestado | 83' | Cho Yong-hyung |

| Árbitro             | Wolfgang Stark     |
| Árbitros asistentes | Jan-Hendrik Salver |
| Árbitros asistentes | Mike Pickel        |
| Cuarto árbitro      | Joel Aguilar       |
| Quinto árbitro      | Juan Zumba         |

| Estadísticas      | Bandera de Uruguay | Bandera de Corea del Sur |
| Tiros             | 14                 | 15                       |
| Tiros a puerta    | 8                  | 5                        |
| Faltas            | 12                 | 12                       |
| Saques de esquina | 3                  | 3                        |
| Penaltis          | 0                  | 0                        |
| Fueras de juego   | 1                  | 0                        |
| Posesión de balón | 46%                | 54%                      |

### Cuartos de final

#### Uruguay vs. Ghana
| 2 de julio, 20:30 | Uruguay                                          | 1:1 (1:1, 0:1) (t. s.)(4:2 p.) | Ghana                            | Estadio Soccer City, Johannesburgo                               |                                                                  |
|                   | Forlán 55'                                       | Reporte                        | Muntari 45+2'                    | Asistencia: 84 017 espectadores Árbitro(s): Olegário Benquerença | Asistencia: 84 017 espectadores Árbitro(s): Olegário Benquerença |
|                   |                                                  | Tiros desde el punto penal     |                                  |                                                                  |                                                                  |
|                   | Forlán · Victorino · Scotti · M. Pereira · Abreu |                                | Gyan · Appiah · Mensah · Adiyiah |                                                                  |                                                                  |

| 1          | Guardameta     | Fernando Muslera         |     |
| 2          | Defensa        | Diego Lugano             | 38' |
| 4          | Defensa        | Jorge Fucile             |     |
| 6          | Defensa        | Mauricio Victorino       |     |
| 16         | Defensa        | Maximiliano Pereira      |     |
| 15         | Centrocampista | Diego Pérez              |     |
| 17         | Centrocampista | Egidio Arévalo Ríos      |     |
| 20         | Centrocampista | Álvaro Fernández         | 46' |
| 7          | Delantero      | Edinson Cavani           |     |
| 9          | Delantero      | Luis Suárez              |     |
| 10         | Delantero      | Diego Forlán             | 76' |
| Entrenador | Entrenador     | Óscar Washington Tabárez |     |

| 22         | Guardameta     | Richard Kingson      |     |
| 2          | Defensa        | Hans Sarpei          |     |
| 4          | Defensa        | John Paintsil        |     |
| 5          | Defensa        | John Mensah          |     |
| 7          | Defensa        | Samuel Inkoom        | 74' |
| 15         | Defensa        | Isaac Vorsah         |     |
| 6          | Centrocampista | Anthony Annan        |     |
| 11         | Centrocampista | Sulley Muntari       | 88' |
| 21         | Centrocampista | Kwadwo Asamoah       |     |
| 3          | Delantero      | Asamoah Gyan         |     |
| 23         | Delantero      | Kevin-Prince Boateng |     |
| Entrenador | Entrenador     | Milovan Rajevac      |     |

| 19 | Defensa        | Andrés Scotti   | 38' |
| 14 | Centrocampista | Nicolás Lodeiro | 46' |
| 13 | Delantero      | Sebastián Abreu | 76' |

| 10 | Centrocampista | Stephen Appiah  | 74' |
| 18 | Delantero      | Dominic Adiyiah | 88' |

| Anotado | 55' | Diego Forlán | 1:1 |

| Anotado | 45+2' | Sulley Muntari | 0:1 |

| Diego Forlán        | Acierto de penal          | 1:0 |                          |                 |
|                     |                           | 1:1 | Acierto de penal         | Asamoah Gyan    |
| Mauricio Victorino  | Acierto de penal          | 2:1 |                          |                 |
|                     |                           | 2:2 | Acierto de penal         | Stephen Appiah  |
| Andrés Scotti       | Acierto de penal          | 3:2 |                          |                 |
|                     |                           | 3:2 | Fallo de penal (Atajado) | John Mensah     |
| Maximiliano Pereira | Fallo de penal (Desviado) | 3:2 |                          |                 |
|                     |                           | 3:2 | Fallo de penal (Atajado) | Dominic Adiyiah |
| Sebastián Abreu     | Acierto de penal          | 4:2 |                          |                 |

| Amonestado | 20'    | Jorge Fucile        |
| Amonestado | 48'    | Egidio Arévalo Ríos |
| Amonestado | 59'    | Diego Pérez         |
| Expulsado  | 120+1' | Luis Suárez         |

| Amonestado | 54' | John Paintsil |
| Amonestado | 77' | Hans Sarpei   |
| Amonestado | 93' | John Mensah   |

| Árbitro             | Olegário Benquerença |
| Árbitros asistentes | José Cardinal        |
| Árbitros asistentes | Bertino Miranda      |
| Cuarto árbitro      | Alberto Undiano      |
| Quinto árbitro      | Fermín Martínez      |

| 1          | Guardameta     | Fernando Muslera         |     |
| 2          | Defensa        | Diego Lugano             | 38' |
| 4          | Defensa        | Jorge Fucile             |     |
| 6          | Defensa        | Mauricio Victorino       |     |
| 16         | Defensa        | Maximiliano Pereira      |     |
| 15         | Centrocampista | Diego Pérez              |     |
| 17         | Centrocampista | Egidio Arévalo Ríos      |     |
| 20         | Centrocampista | Álvaro Fernández         | 46' |
| 7          | Delantero      | Edinson Cavani           |     |
| 9          | Delantero      | Luis Suárez              |     |
| 10         | Delantero      | Diego Forlán             | 76' |
| Entrenador | Entrenador     | Óscar Washington Tabárez |     |

| 22         | Guardameta     | Richard Kingson      |     |
| 2          | Defensa        | Hans Sarpei          |     |
| 4          | Defensa        | John Paintsil        |     |
| 5          | Defensa        | John Mensah          |     |
| 7          | Defensa        | Samuel Inkoom        | 74' |
| 15         | Defensa        | Isaac Vorsah         |     |
| 6          | Centrocampista | Anthony Annan        |     |
| 11         | Centrocampista | Sulley Muntari       | 88' |
| 21         | Centrocampista | Kwadwo Asamoah       |     |
| 3          | Delantero      | Asamoah Gyan         |     |
| 23         | Delantero      | Kevin-Prince Boateng |     |
| Entrenador | Entrenador     | Milovan Rajevac      |     |

| 19 | Defensa        | Andrés Scotti   | 38' |
| 14 | Centrocampista | Nicolás Lodeiro | 46' |
| 13 | Delantero      | Sebastián Abreu | 76' |

| 10 | Centrocampista | Stephen Appiah  | 74' |
| 18 | Delantero      | Dominic Adiyiah | 88' |

| Anotado | 55' | Diego Forlán | 1:1 |

| Anotado | 45+2' | Sulley Muntari | 0:1 |

| Diego Forlán        | Acierto de penal          | 1:0 |                          |                 |
|                     |                           | 1:1 | Acierto de penal         | Asamoah Gyan    |
| Mauricio Victorino  | Acierto de penal          | 2:1 |                          |                 |
|                     |                           | 2:2 | Acierto de penal         | Stephen Appiah  |
| Andrés Scotti       | Acierto de penal          | 3:2 |                          |                 |
|                     |                           | 3:2 | Fallo de penal (Atajado) | John Mensah     |
| Maximiliano Pereira | Fallo de penal (Desviado) | 3:2 |                          |                 |
|                     |                           | 3:2 | Fallo de penal (Atajado) | Dominic Adiyiah |
| Sebastián Abreu     | Acierto de penal          | 4:2 |                          |                 |

| Amonestado | 20'    | Jorge Fucile        |
| Amonestado | 48'    | Egidio Arévalo Ríos |
| Amonestado | 59'    | Diego Pérez         |
| Expulsado  | 120+1' | Luis Suárez         |

| Amonestado | 54' | John Paintsil |
| Amonestado | 77' | Hans Sarpei   |
| Amonestado | 93' | John Mensah   |

| Árbitro             | Olegário Benquerença |
| Árbitros asistentes | José Cardinal        |
| Árbitros asistentes | Bertino Miranda      |
| Cuarto árbitro      | Alberto Undiano      |
| Quinto árbitro      | Fermín Martínez      |

| Estadísticas      | Bandera de Uruguay | Bandera de Ghana |
| Tiros             | 19                 | 30               |
| Tiros a puerta    | 7                  | 10               |
| Faltas            | 23                 | 23               |
| Saques de esquina | 12                 | 8                |
| Penaltis          | 0                  | 1 (0)            |
| Fueras de juego   | 6                  | 1                |
| Posesión de balón | 48%                | 52%              |

### Semifinal

#### Uruguay vs. Países Bajos
| 6 de julio, 20:30 | Uruguay                       | 2:3 (1:1) | Países Bajos                                    | Estadio Green Point, Ciudad del Cabo                        |                                                             |
|                   | Forlán 41' · M. Pereira 90+2' | Reporte   | van Bronckhorst 18' · Sneijder 70' · Robben 73' | Asistencia: 62 479 espectadores Árbitro(s): Ravshan Irmatov | Asistencia: 62 479 espectadores Árbitro(s): Ravshan Irmatov |

| 1          | Guardameta     | Fernando Muslera         |     |
| 3          | Defensa        | Diego Godín              |     |
| 6          | Defensa        | Mauricio Victorino       |     |
| 16         | Defensa        | Maximiliano Pereira      |     |
| 22         | Defensa        | Martín Cáceres           |     |
| 5          | Centrocampista | Walter Gargano           |     |
| 11         | Centrocampista | Álvaro Pereira           | 78' |
| 15         | Centrocampista | Diego Pérez              |     |
| 17         | Centrocampista | Egidio Arévalo Ríos      |     |
| 7          | Delantero      | Edinson Cavani           |     |
| 10         | Delantero      | Diego Forlán             | 84' |
| Entrenador | Entrenador     | Óscar Washington Tabárez |     |

| 1          | Guardameta     | Maarten Stekelenburg     |     |
| 3          | Defensa        | John Heitinga            |     |
| 4          | Defensa        | Joris Mathijsen          |     |
| 5          | Defensa        | Giovanni van Bronckhorst |     |
| 12         | Defensa        | Khalid Boulahrouz        |     |
| 6          | Centrocampista | Mark van Bommel          |     |
| 10         | Centrocampista | Wesley Sneijder          |     |
| 14         | Centrocampista | Demy de Zeeuw            | 46' |
| 7          | Delantero      | Dirk Kuyt                |     |
| 9          | Delantero      | Robin van Persie         |     |
| 11         | Delantero      | Arjen Robben             | 89' |
| Entrenador | Entrenador     | Bert van Marwijk         |     |

| 13 | Delantero | Sebastián Abreu     | 78' |
| 21 | Delantero | Sebastián Fernández | 84' |

| 23 | Centrocampista | Rafael van der Vaart | 46' |
| 17 | Centrocampista | Eljero Elia          | 89' |

| Anotado | 41'   | Diego Forlán        | 1:1 |
| Anotado | 90+2' | Maximiliano Pereira | 2:3 |

| Anotado | 18' | Giovanni van Bronckhorst | 0:1 |
| Anotado | 70' | Wesley Sneijder          | 1:2 |
| Anotado | 73' | Arjen Robben             | 1:3 |

| Amonestado | 21' | Maximiliano Pereira |
| Amonestado | 29' | Martín Cáceres      |

| Amonestado | 29'   | Wesley Sneijder   |
| Amonestado | 78'   | Khalid Boulahrouz |
| Amonestado | 90+5' | Mark van Bommel   |

| Árbitro             | Ravshan Irmatov    |
| Árbitros asistentes | Rafael Ilyasov     |
| Árbitros asistentes | Bakhadyr Kochkarov |
| Cuarto árbitro      | Yūichi Nishimura   |
| Quinto árbitro      | Toru Sagara        |

| 1          | Guardameta     | Fernando Muslera         |     |
| 3          | Defensa        | Diego Godín              |     |
| 6          | Defensa        | Mauricio Victorino       |     |
| 16         | Defensa        | Maximiliano Pereira      |     |
| 22         | Defensa        | Martín Cáceres           |     |
| 5          | Centrocampista | Walter Gargano           |     |
| 11         | Centrocampista | Álvaro Pereira           | 78' |
| 15         | Centrocampista | Diego Pérez              |     |
| 17         | Centrocampista | Egidio Arévalo Ríos      |     |
| 7          | Delantero      | Edinson Cavani           |     |
| 10         | Delantero      | Diego Forlán             | 84' |
| Entrenador | Entrenador     | Óscar Washington Tabárez |     |

| 1          | Guardameta     | Maarten Stekelenburg     |     |
| 3          | Defensa        | John Heitinga            |     |
| 4          | Defensa        | Joris Mathijsen          |     |
| 5          | Defensa        | Giovanni van Bronckhorst |     |
| 12         | Defensa        | Khalid Boulahrouz        |     |
| 6          | Centrocampista | Mark van Bommel          |     |
| 10         | Centrocampista | Wesley Sneijder          |     |
| 14         | Centrocampista | Demy de Zeeuw            | 46' |
| 7          | Delantero      | Dirk Kuyt                |     |
| 9          | Delantero      | Robin van Persie         |     |
| 11         | Delantero      | Arjen Robben             | 89' |
| Entrenador | Entrenador     | Bert van Marwijk         |     |

| 13 | Delantero | Sebastián Abreu     | 78' |
| 21 | Delantero | Sebastián Fernández | 84' |

| 23 | Centrocampista | Rafael van der Vaart | 46' |
| 17 | Centrocampista | Eljero Elia          | 89' |

| Anotado | 41'   | Diego Forlán        | 1:1 |
| Anotado | 90+2' | Maximiliano Pereira | 2:3 |

| Anotado | 18' | Giovanni van Bronckhorst | 0:1 |
| Anotado | 70' | Wesley Sneijder          | 1:2 |
| Anotado | 73' | Arjen Robben             | 1:3 |

| Amonestado | 21' | Maximiliano Pereira |
| Amonestado | 29' | Martín Cáceres      |

| Amonestado | 29'   | Wesley Sneijder   |
| Amonestado | 78'   | Khalid Boulahrouz |
| Amonestado | 90+5' | Mark van Bommel   |

| Árbitro             | Ravshan Irmatov    |
| Árbitros asistentes | Rafael Ilyasov     |
| Árbitros asistentes | Bakhadyr Kochkarov |
| Cuarto árbitro      | Yūichi Nishimura   |
| Quinto árbitro      | Toru Sagara        |

| Estadísticas      | Bandera de Uruguay | Bandera de los Países Bajos |
| Tiros             | 12                 | 11                          |
| Tiros a puerta    | 6                  | 7                           |
| Faltas            | 15                 | 16                          |
| Saques de esquina | 4                  | 5                           |
| Penaltis          | 0                  | 0                           |
| Fueras de juego   | 4                  | 5                           |
| Posesión de balón | 47%                | 53%                         |

### Partido por el tercer puesto

#### Uruguay vs. Alemania
| 10 de julio, 20:30 | Uruguay                 | 2:3 (1:1) | Alemania                              | Estadio Nelson Mandela Bay, Puerto Elizabeth                  |                                                               |
|                    | Cavani 28' · Forlán 51' | Reporte   | Müller 19' · Jansen 56' · Khedira 82' | Asistencia: 36 254 espectadores Árbitro(s): Armando Archundia | Asistencia: 36 254 espectadores Árbitro(s): Armando Archundia |

| 1          | Guardameta     | Fernando Muslera         |     |
| 3          | Defensa        | Diego Godín              |     |
| 2          | Defensa        | Diego Lugano             |     |
| 4          | Defensa        | Jorge Fucile             |     |
| 16         | Defensa        | Maximiliano Pereira      |     |
| 22         | Defensa        | Martín Cáceres           |     |
| 15         | Centrocampista | Diego Pérez              | 77' |
| 17         | Centrocampista | Egidio Arévalo Ríos      |     |
| 7          | Delantero      | Edinson Cavani           | 88' |
| 9          | Delantero      | Luis Suárez              |     |
| 10         | Delantero      | Diego Forlán             |     |
| Entrenador | Entrenador     | Óscar Washington Tabárez |     |

| 22         | Guardameta     | Hans-Jörg Butt         |       |
| 3          | Defensa        | Arne Friedrich         |       |
| 4          | Defensa        | Dennis Aogo            |       |
| 17         | Defensa        | Per Mertesacker        |       |
| 20         | Defensa        | Jérôme Boateng         |       |
| 2          | Centrocampista | Marcell Jansen         | 81'   |
| 6          | Centrocampista | Sami Khedira           |       |
| 7          | Centrocampista | Bastian Schweinsteiger |       |
| 8          | Centrocampista | Mesut Özil             | 90+1' |
| 13         | Centrocampista | Thomas Müller          |       |
| 19         | Delantero      | Cacau                  | 73'   |
| Entrenador | Entrenador     | Joachim Löw            |       |

| 5  | Centrocampista | Walter Gargano  | 77' |
| 13 | Delantero      | Sebastián Abreu | 88' |

| 9  | Delantero      | Stefan Kießling | 73'   |
| 18 | Centrocampista | Toni Kroos      | 81'   |
| 5  | Defensa        | Serdar Taşçı    | 90+1' |

| Anotado | 28' | Edinson Cavani | 1:1 |
| Anotado | 51' | Diego Forlán   | 2:1 |

| Anotado | 19' | Thomas Müller  | 0:1 |
| Anotado | 56' | Marcell Jansen | 2:2 |
| Anotado | 82' | Sami Khedira   | 2:3 |

| Amonestado | 61' | Diego Pérez |

| Amonestado | 5'    | Dennis Aogo    |
| Amonestado | 7'    | Cacau          |
| Amonestado | 90+2' | Arne Friedrich |

| Árbitro             | Armando Archundia |
| Árbitros asistentes | Héctor Vergara    |
| Árbitros asistentes | Marvin Torrentera |
| Cuarto árbitro      | Marco Rodríguez   |
| Quinto árbitro      | José Luis Camargo |

| 1          | Guardameta     | Fernando Muslera         |     |
| 3          | Defensa        | Diego Godín              |     |
| 2          | Defensa        | Diego Lugano             |     |
| 4          | Defensa        | Jorge Fucile             |     |
| 16         | Defensa        | Maximiliano Pereira      |     |
| 22         | Defensa        | Martín Cáceres           |     |
| 15         | Centrocampista | Diego Pérez              | 77' |
| 17         | Centrocampista | Egidio Arévalo Ríos      |     |
| 7          | Delantero      | Edinson Cavani           | 88' |
| 9          | Delantero      | Luis Suárez              |     |
| 10         | Delantero      | Diego Forlán             |     |
| Entrenador | Entrenador     | Óscar Washington Tabárez |     |

| 22         | Guardameta     | Hans-Jörg Butt         |       |
| 3          | Defensa        | Arne Friedrich         |       |
| 4          | Defensa        | Dennis Aogo            |       |
| 17         | Defensa        | Per Mertesacker        |       |
| 20         | Defensa        | Jérôme Boateng         |       |
| 2          | Centrocampista | Marcell Jansen         | 81'   |
| 6          | Centrocampista | Sami Khedira           |       |
| 7          | Centrocampista | Bastian Schweinsteiger |       |
| 8          | Centrocampista | Mesut Özil             | 90+1' |
| 13         | Centrocampista | Thomas Müller          |       |
| 19         | Delantero      | Cacau                  | 73'   |
| Entrenador | Entrenador     | Joachim Löw            |       |

| 5  | Centrocampista | Walter Gargano  | 77' |
| 13 | Delantero      | Sebastián Abreu | 88' |

| 9  | Delantero      | Stefan Kießling | 73'   |
| 18 | Centrocampista | Toni Kroos      | 81'   |
| 5  | Defensa        | Serdar Taşçı    | 90+1' |

| Anotado | 28' | Edinson Cavani | 1:1 |
| Anotado | 51' | Diego Forlán   | 2:1 |

| Anotado | 19' | Thomas Müller  | 0:1 |
| Anotado | 56' | Marcell Jansen | 2:2 |
| Anotado | 82' | Sami Khedira   | 2:3 |

| Amonestado | 61' | Diego Pérez |

| Amonestado | 5'    | Dennis Aogo    |
| Amonestado | 7'    | Cacau          |
| Amonestado | 90+2' | Arne Friedrich |

| Árbitro             | Armando Archundia |
| Árbitros asistentes | Héctor Vergara    |
| Árbitros asistentes | Marvin Torrentera |
| Cuarto árbitro      | Marco Rodríguez   |
| Quinto árbitro      | José Luis Camargo |

| Estadísticas      | Bandera de Uruguay | Bandera de Alemania |
| Tiros             | 16                 | 18                  |
| Tiros a puerta    | 7                  | 7                   |
| Faltas            | 13                 | 11                  |
| Saques de esquina | 6                  | 12                  |
| Penaltis          | 0                  | 0                   |
| Fueras de juego   | 2                  | 3                   |
| Posesión de balón | 48%                | 52%                 |

## Estadísticas

### Participación de jugadores
| #  | Jugador             | Posición      | PJ | Min. | Anotado | Asist. | Tiros (al arco) | Faltas C-R | Amonestado | Otorgado · Otorgado otra vez · Expulsado | Expulsado | Índice Castrol |
| -- | ------------------- | ------------- | -- | ---- | ------- | ------ | --------------- | ---------- | ---------- | ---------------------------------------- | --------- | -------------- |
| 2  | Diego Lugano        | Defensa       | 6  | 488  | 0       | 0      | 2 (2)           | 7-3        | 1          | 0                                        | 0         | 8,70           |
| 3  | Diego Godín         | Defensa       | 5  | 406  | 0       | 0      | 0               | 4-2        | 0          | 0                                        | 0         | 8,42           |
| 4  | Jorge Fucile        | Defensa       | 5  | 461  | 0       | 0      | 2 (1)           | 7-11       | 2          | 0                                        | 0         | 8,52           |
| 5  | Walter Gargano      | Mediocampista | 3  | 103  | 0       | 2      | 0               | 2-2        | 0          | 0                                        | 0         | 5,97           |
| 6  | Mauricio Victorino  | Defensa       | 5  | 434  | 0       | 0      | 2 (1)           | 3-6        | 1          | 0                                        | 0         | 8,51           |
| 7  | Edinson Cavani      | Delantero     | 6  | 523  | 1       | 1      | 10 (5)          | 8-10       | 0          | 0                                        | 0         | 8,55           |
| 8  | Sebastián Eguren    | Mediocampista | 1  | 3    | 0       | 0      | 0               | 0-0        | 0          | 0                                        | 0         | 4,41           |
| 9  | Luis Suárez         | Delantero     | 6  | 543  | 3       | 2      | 25 (15)         | 15-22      | 0          | 0                                        | 1         | 9,53           |
| 10 | Diego Forlán        | Delantero     | 7  | 654  | 5       | 1      | 32 (15)         | 2-2        | 0          | 0                                        | 0         | 8,85           |
| 11 | Álvaro Pereira      | Mediocampista | 5  | 409  | 1       | 0      | 7 (3)           | 4-6        | 0          | 0                                        | 0         | 8,65           |
| 13 | Sebastián Abreu     | Delantero     | 4  | 74   | 0       | 0      | 1 (1)           | 4-0        | 0          | 0                                        | 0         | 4,71           |
| 14 | Nicolás Lodeiro     | Mediocampista | 3  | 108  | 0       | 1      | 0               | 4-1        | 0          | 1                                        | 0         | 5,11           |
| 15 | Diego Pérez         | Mediocampista | 7  | 644  | 0       | 0      | 2 (0)           | 16-15      | 2          | 0                                        | 0         | 8,88           |
| 16 | Maximiliano Pereira | Defensa       | 7  | 660  | 1       | 0      | 10 (2)          | 9-6        | 1          | 0                                        | 0         | 9,26           |
| 17 | Egidio Arévalo Ríos | Mediocampista | 7  | 660  | 0       | 1      | 7 (0)           | 6-11       | 1          | 0                                        | 0         | 9,19           |
| 18 | Ignacio González    | Mediocampista | 1  | 63   | 0       | 0      | 0               | 2-2        | 0          | 0                                        | 0         | 5,26           |
| 19 | Andrés Scotti       | Defensa       | 2  | 95   | 0       | 0      | 1 (1)           | 4-0        | 0          | 0                                        | 0         | 5,37           |
| 20 | Álvaro Fernández    | Mediocampista | 4  | 76   | 0       | 0      | 1 (0)           | 2-3        | 0          | 0                                        | 0         | 5,28           |
| 21 | Sebastián Fernández | Delantero     | 2  | 7    | 0       | 0      | 0               | 0-1        | 0          | 0                                        | 0         | 4,41           |
| 22 | Martín Cáceres      | Defensa       | 2  | 180  | 0       | 0      | 0               | 2-6        | 1          | 0                                        | 0         | 6,66           |
| #  | Jugador             | Posición      | PJ | Min. | Anotado | Asist. | Atajadas        | Faltas C-R | Amonestado | Otorgado · Otorgado otra vez · Expulsado | Expulsado | Índice Castrol |
| 1  | Fernando Muslera    | Portero       | 7  | 660  | 0       | 0      | 22              | 0-0        | 0          | 0                                        | 0         | 8,32           |
| 12 | Juan Castillo       | Portero       | 0  | 0    | 0       | 0      | 0               | 0-0        | 0          | 0                                        | 0         | -              |
| 23 | Martín Silva        | Portero       | 0  | 0    | 0       | 0      | 0               | 0-0        | 0          | 0                                        | 0         | -              |

### Goleadores
Tabla confeccionada a partir de los criterios utilizados para elegir la Bota de Oro.
Simbología:

: goles anotados.

A: número de asistencias para gol.

Min: minutos jugados.

PJ: partidos jugados.

GP: goles de penal.

| Posición | Jugador             | Anotado | A. | Min. | PJ | GP |
| 4º       | Diego Forlán        | 5       | 1  | 654  | 7  | 1  |
| -------- | ------------------- | ------- | -- | ---- | -- | -- |
| 8º       | Luis Suárez         | 3       | 2  | 543  | 6  | 0  |
| 42.º     | Edinson Cavani      | 1       | 1  | 523  | 6  | 0  |
| 86.º     | Álvaro Pereira      | 1       | 0  | 409  | 5  | 0  |
| 96.º     | Maximiliano Pereira | 1       | 0  | 660  | 7  | 0  |
| -        | Walter Gargano      | 0       | 2  | 103  | 3  | 0  |
| -        | Nicolás Lodeiro     | 0       | 1  | 108  | 3  | 0  |
| -        | Egidio Arévalo Ríos | 0       | 1  | 660  | 7  | 0  |

- Copa Mundial de Fútbol de 2010

63% Uruguay 37% España